# Rudgea nodosa
Rudgea nodosa là một loài thực vật có hoa trong họ Thiến thảo. Loài này được (Cham.) Benth. miêu tả khoa học đầu tiên năm 1850.